# Royal Society of St. George
Die Royal Society of St. George ist eine englische patriotische Gesellschaft, deren Gründung 1894 erfolgte, um die englischen Lebensweisen, Normen und Traditionen zu fördern.

## Geschichte
Der Heilige Georg wurde auf der Synode von Oxford im Jahr 1222 als Schutzpatron von ganz England bestimmt und in Folge patriotischer Sammelpunkt für die Engländer. William Shakespeare lässt in seinem Theaterstück Heinrich V. (1600) die Soldaten ausrufen Gott mit Heinrich! England! Sankt Georg!
Vor der amerikanischen Revolution wurden einige St.-George-Gesellschaften gegründet, um die englische Lebensweise in den damaligen nordamerikanischen Kolonien zu pflegen und zu fördern. Die ersten urkundlich nachweisbaren Gründungen waren in New York (1770), Philadelphia (1772) und Charlestown (1773). Im Anschluss bildeten sich in allen großen Städten des nordamerikanischen Kontinents neue St.-George-Gesellschaften mit großen Feierlichkeiten am St.-Georgs-Tag (23. April). Zur Zeit des Unabhängigkeitskrieges zogen viele Loyalisten nach Kanada und gründete dort ähnliche Gesellschaften in Halifax (1786) und anderen Städten.
1894 erfolgte die Gründung der heutigen Gesellschaft durch den Landwirt und ersten Sekretär Howard Ruff (* 12. Februar 1851 Wraysbury; † 29. Oktober 1928). Initialzündung war sein Verlangen, in der aufkommenden modernen und multikulturellen Welt des Britischen Weltreichs die englischen Werte zu fördern und zu bewahren.
Ihre erste Schirmherrin wurde Königin Victoria und bis heute übernahm jeder Monarch die Schirmherrschaft der Gesellschaft.
1963 übergab Königin Elisabeth II. der Gesellschaft eine eigene Royal Charter und gewährte ihr 1990 ein eigenes Wappen. Durch die Royal Charter ist sie als Körperschaft anerkannt und unter der Kontrolle der Regierung. Sie ist parteiübergreifend gegründet, ist aber, schon aufgrund ihrer Ziele, als ultrakonservativ bekannt.
Mit 53 Niederlassungen in England, mit zum Teil sehr unterschiedlichen Ansätzen, ist aber allen die Pflege der Traditionen und Ideale, der Förderung und Abhaltung öffentlicher Feierlichkeiten des St. Georges Tag, sowie andere patriotische Anlässe (Trafalgar Day, Battle of Britain etc.) gemein. Weitere Niederlassungen der Gesellschaft finden sich in Australien, Neuseeland, Amerika, Hongkong, Daressalam, Bangkok, Abu Dhabi etc.

## Ziele
Die Ziele der Gesellschaft sind in den Bedingungen der Royal Charter festgelegt:
- die Pflege der Anglophilie in England und im Commonwealth durch die Verbreitung der Kenntnisse der englischen Geschichte, Traditionen und Ideale zu stärken und zu fördern.
- An alle Personen zu erinnern, die in allen Bereichen ihres Lebens für England oder den Commonwealth in der Vergangenheit gedient haben, um aus ihrem Werk Inspiration für die Zukunft zu erlangen.
- Alle Aktivitäten zu bekämpfen, welche die Stellung Englands oder das Commonwealth untergraben.
- Überall sicherzustellen, dass der St.-Georgs-Tag in der ganzen Welt würdig gefeiert wird, wo Englische Männer und Frauen versammeln sind.

Auch betreibt die Gesellschaft eine eigene Wohltätigkeitsorganisation, deren Ziele die  Hilfe und Ermutigung junger Menschen zur größeren Leistung und die Förderung von Unternehmen ist, welche die Fähigkeiten und Begeisterung junger Menschen in den Zielen der Gesellschaft unterstützen.

## Mitgliedschaft
Die Mitgliedschaft der Gesellschaft ist offen für:
- Alle diejenigen, die zu den Aufgaben der Gesellschaft stehen, und wer
- in England, oder wo auch immer, geboren wurde als Engländer, Mann, Frau oder Kind; oder
- keine eigene englische Abstammung hat, aber dennoch die Ziele der Gesellschaft unterstützt.

## Ehemalige Präsidenten
- George, 2. Duke of Cambridge[3]
- Der Prince of Wales (später Eduard VIII., dann Duke of Windsor)
- Field Marshal Bernard Montgomery 1. Viscount Montgomery of Alamein
- Rudyard Kipling und
- Andrew Cavendish, 11. Duke of Devonshire

## Ehemalige Vizepräsidenten
- Sir Winston Churchill
- Arthur Wellesley, 8. Duke of Wellington
- Gerald Cavendish Grosvenor, 6. Duke of Westminster
- The Earl of Aylesford
- Peter John Horatio Nelson, 9. Earl Nelson
- Charles Forte, Baron Forte
- Field Marshal Edwin Bramall, Baron Bramall
- Robert Leigh-Pemberton, Baron Kingsdown
- John Cope, Baron Cope of Berkeley PC
- Baroness Margaret Thatcher LG OM FRS